# مبني جي ادغار هوفر
مبني جي ادغار هوفر (بالإنجليزية: J. Edgar Hoover Building)‏ مبنى منخفض الارتفاع يقع في جادة 935 شارع بنسلفانيا نو في واشنطن العاصمة في الولايات المتحدة. وهو مقر مكتب التحقيقات الفدرالي (أف بي آي). بدأ المخططات الهندسية للمبنى في العام 1962، وقد تم اختيار الموقع رسميا في يناير كانون الثاني العام 1963. انجز التصميم مع التركيز على تجنب نموذجية الأجسام الممتلئة وهيكلية متجانسة نموذجية لمعظم العمارة الاتحادية في ذلك الوقت، التي بدأإنشاؤها في عام 1963، وكان إلى حد كبير كاملة بحلول عام 1964 (على الرغم من أنها لم تتم الموافقة النهائية عليه حتى عام 1967). وبدأت عملية إزالة الأراضي وحفرها في آذار / مارس 1965؛ كان التأخير بسبب الحصول على تمويل من الكونغرس مما يعني أن البنية التحتية المكونة من ثلاثة طوابق فقط قد اكتملت بحلول عام 1970. وبدأ العمل على البنية الفوقية في مايو 1971. هذه التأخيرات جعلت تكلفة المشروع فاقت 126.108 مليون دولار من 60 مليون دولار. تم الانتهاء من البناء في سبتمبر العام 1975، والرئيس جيرالد فورد مكرسة هيكل في 30 سبتمبر 1975.
تم تسمية المبنى على مدير مكتب التحقيقات الفدرالي السابق إدغار هوفر. وأصدر الرئيس ريتشارد نيكسون وكالات فدرالية للإشارة إلى الهيكل مثل مبنى إدغر هوفر لمكتب التحقيقات الفدرالي في 4 مايو 1972، ولكن الأمر لم يكن له وفق القانون. وقد سن الكونجرس الامريكى تشريعا رسميا يحدد اسمه في 14 اكتوبر 1972، ووقعه الرئيس نيكسون في 21 اكتوبر من العام نفسه.
يحتوي مبنى إدغر هوفر على 288800 قدم مربع (260209.9 متر مربع) من المساحة الداخلية، والعديد من المرافق، ونظام أمان خاص للمصاعد والممرات للحفاظ على الجولات العامة منفصلة عن بقية المبنى. المبنى يحتوي على ثلاثة طوابق تحت الأرض، ومرآب للسيارات تحت الأرض. هيكل ثمانية طوابق عالية على الجانب ولاية بنسلفانيا نو الجانب، و 11 طوابق عالية على الجانب E شارع نو. جناحين يربط بين اثنين من المباني الرئيسية، ونشكلة في الهواء الطلق، فناء شبه منحرف. وتتميز الواجهة الخارجية بالخرسانة ذات الألوان الزاهية مع نوافذ متكررة مربعة وبرونزية ذات إطارات عميقة من الخرسانة.
وتراوحت ردود الفعل اثناء أفتتاحه بين الثناء القوي والرفض الشديد. وفي الآونة الأخيرة، تم إانتقاده على نطاق واسع على أساس التخطيط الجمالي والحضري.
واعتبارا من عام 2012، يقترب مبنى إدغار هوفر من نهاية عمره المفيد. وهي تعاني من التدهور بسبب الصيانة المؤجلة والتصميم المتوسط. ويتفق مكتب التحقيقات الفدرالي، وإدارة الخدمات العامة، ومكتب المحاسبة الحكومية على أن المبنى لم يعد مناسبا لمكتب التحقيقات الفدرالي، ولكن تكلفة بناء مقر جديد أدت إلى التقاعس لعدة سنوات.

## التخطيط
منذ عام 1935، كعنصر من عناصر وزارة العدل، كان مكتب التحقيقات الفدرالي مقره في مبنى وزارة العدل. في مارس 1962 اقترح جون كينيدي إنفاق 60 مليون دولار لبناء مقر لمكتب التحقيقات الفدرالي في الجانب الشمالي من شارع بنسلفانيا شمال غرب وزارة العدل. وادعت الإدارة أن مكتب التحقيقات الفدرالي الذي كان له مكاتب في مبنى وزارة العدل، فضلا عن 16 موقعا آخر في العاصمة، كان مشتتا جدا ليعمل بشكل فعال 2في البداية آفاق المبنى الجديد تبدو جيدة. وافقت لجنة مجلس النواب على طلب الميزانية في 11 أبريل، [3] ووافقت لجنة مجلس الشيوخ عليها بعد يوم واحد. [4] لكن مجلس النواب الامريكى حذف هذه الاموال عندما وصلت الميزانية إلى طابق مجلس النواب. ثم صوتت لجنة مؤتمر الميزانية في سبتمبر / أيلول لاستعادة ما يكفي من الأموال لاختيار الموقع والتخطيط والتصميم الأولي. [5]

وكانت عملية اختيار الموقع لمقر مكتب التحقيقات الفدرالي الجديد مدفوعة إلى حد كبير بعوامل لا علاقة لها بالكفاءة التنظيمية. بحلول العام 1960، تميز شارع بنسلفانيا بتدهور المنازل والمحلات التجارية ومباني المكاتب على الجانب الشمالي والمباني الفيدرالية الجديدة الكلاسيكية الفخمة للمثلث الفدرالي على الجانب الجنوبي. لاحظ كينيدي حالة الشارع المتداعية عندما اجتاز مسيرته الافتتاحية شارع بنسلفانيا في يناير 1961. في اجتماع لمجلس الوزراء في 4 أغسطس 1961، [11] أنشأ كينيدي اللجنة المخصصة للمكاتب الفيدرالية للتوصية بهياكل جديدة لاستيعاب الحكومة الاتحادية المتنامية (التي لم تشيد تقريبا أي مباني أو مكاتب جديدة في المدينة منذ الكساد الكبير) . وقد تم تعيين مساعد وزير العمل دانيال باتريك موينيهان لمساعدة موظفي اللجنة. وفي التقرير النهائي للجنة المخصصة، اقترح موينيهان (جزئيا) إعادة تطوير شارع بنسلفانيا باستخدام سلطات الحكومة الاتحادية. واقترح التقرير تجميد كل كتلة شمال شارع بنسلفانيا من مبنى الكابيتول في الولايات المتحدة إلى شارع ال15 نو، وبناء مزيج من المباني الثقافية (مثل المتاحف والمسارح) والمباني الحكومية والفنادق ومباني المكاتب والمطاعم والتجزئة على هذه الكتل . وافق كينيدي على التقرير في 1 يونيو 1962، وأنشأ «مجلس رئيس في شارع بنسلفانيا» غير رسمي لوضع خطة لإعادة تطوير شارع بنسلفانيا.

## التسمية
على الرغم من أن مبنى مكتب التحقيقات الفدرالي لم يكن له اسم في الأصل، كانت هناك توقعات بأنه سيكون على اسم إدغر هوفر. وتوقع مراسل واشنطن بوست والتر بينكوس في يونيو 1971 أن اسم هوفر سوف يعلق في نهاية المطاف على المبنى. [39] المراسل أبوت كومز قدم نفس المطالبة في ديسمبر 1971. [21]
توفي إدغار هوفر في 2 مايو 1972. في 3 مايو، بعد يوم من وفاة هوفر، أصدر مجلس الشيوخ قرارا يطلب فيه أن يتم تسمية مبنى مكتب التحقيقات الفدرالي في ذلك الوقت هوفر تكريما له. [43] في اليوم التالي، أصدر الرئيس ريتشارد نيكسون تعليمات لإدارة الخدمات العامة بتسمية الهيكل جي إدغر هوفر. [44] [45] إلا أن قرار مجلس الشيوخ ولا أمر نيكسون كان له قوة القانون.
في 25 مايو 1972، كجزء من قانون المركز المدني دويت ايزنهاور التذكاري الذكرى المئوية، أصدر مجلس الشيوخ التشريع (س 3943) قانونيا تعيين مبنى مكتب التحقيقات الفدرالي على اسم إدغار هوفر. [46] [47] وهناك مشروع قانون مماثل في مجلس النواب بالولايات المتحدة (16645) . تم تعديل مشروع قانون مجلس النواب عدة مرات. [47] وبعد ذلك، أصدر مجلس النواب رقم 3943 في 3 أكتوبر / تشرين الأول، بعد تعديله ليشمل اللغة المعدلة 16645. [48] وافق مجلس الشيوخ على تعديلات مجلس النواب في 14 أكتوبر / تشرين الأول. [47] وقع نيكسون التشريع في القانون كقانون عام 92-520 في 21 أكتوبر 1972. [49] [50]